# Victor Mills
Victor Mills (Milford, Nebraska, 28 de março de 1897 – Tucson, Arizona, 1 de novembro de 1997) foi um engenheiro químico estadunidense.
Trabalhou para a empresa Procter & Gamble. É creditado pela criação das fraldas descartáveis da marca Pampers, por melhorias de produção de sabonete Ivory, o preparado para bolo Duncan Hines, o conceito de produção das batatas Pringles. Mills nasceu em Milford, Nebraska, e serviu na Marinha dos Estados Unidos durante a Primeira Guerra Mundial. Se formou na Universidade de Washington em 1926 em licenciatura em engenharia química. Morreu em sua casa em Tucson, Arizona, aos 100 anos de idade.